# Liste d'œuvres adaptées de Roméo et Juliette

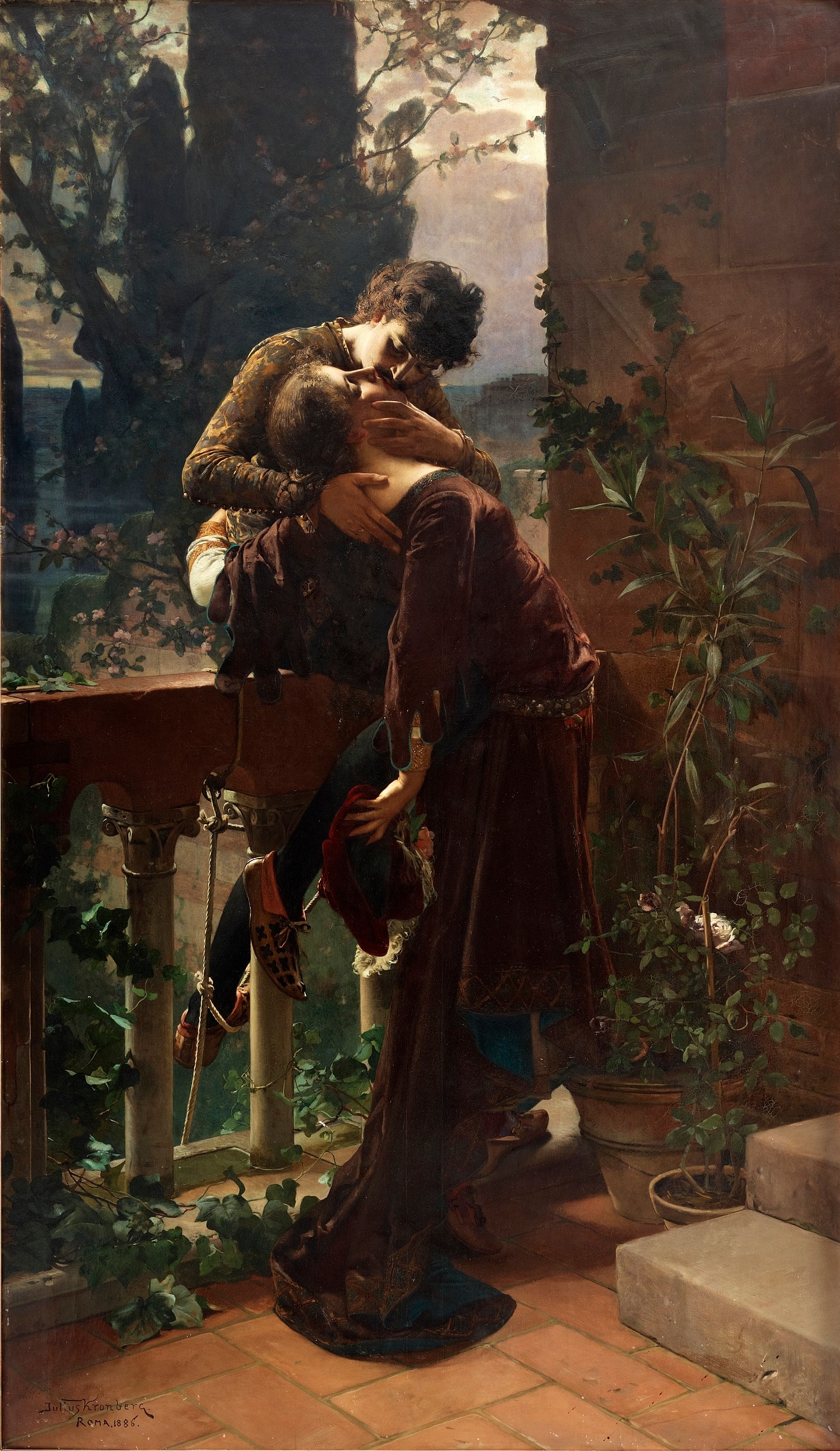
Roméo et Juliette par Julius Kronberg (1886).

Roméo et Juliette est une pièce de théâtre de William Shakespeare qui a donné lieu à de très nombreuses adaptations.

## Musique
- 1839 : Roméo et Juliette, symphonie dramatique d’Hector Berlioz
- 1869 : Roméo et Juliette, ouverture de Piotr Ilitch Tchaïkovski, révisé en 1870 et en 1880
- 1876 : Romeo og Julie, de Johan Svendsen
- 1922 : Romeo och Julia, de Wilhelm Stenhammar
- 1935 : Roméo et Juliette, ballet de Sergueï Prokofiev

### Opéras
- 1776 : Julie and Romeo de Georg Anton Benda
- 1776 : Romeo et Jiulia de Johann Gottfried Schwanenberger
- 1789 : Jiulietta et Romeo de Luigi Marescalchi
- 1790 : Romeo and Juliet de Sigismund von Rumling
- 1792 : Roméo et Juliette de Nicolas Dalayrac
- 1793 : Roméo et Juliette de Daniel Steibelt
- 1796 : Jiulietta et Romeo de Nicola Antonio Zingarelli
- 1809 : Roméo et Juliette de Bernardo Porta
- 1810 : Romeo et Giulietta de Pietro Carlo Guglielmi
- 1825 : Giulietta et Romeo de Nicola Vaccai
- 1828 : Giulietta et Romeo d'Eugenio Torriani
- 1830 : I Capuleti e i Montecchi de Vincenzo Bellini
- 1863 : Romeo und Julie d'Anton Storch
- 1863 : Romeo y Julieta de Melesio Morales
- 1865 : Romeo et Giulietta de Filippo Marchetti
- 1867 : Roméo et Juliette de Charles Gounod
- 1873 : Romeo y Julieta de Garcia Mercadal
- 1878 : Roméo et Juliette de Richard d'Ivry
- 1899-1901 : A Village Romeo and Juliet de Frederick Delius
- 1901 : Romeo and Juliet d'Harry Rowe Shelley
- 1916 : Backworth
- 1922 : Romeo y Julieta de Conrado del Campo y Zabaleta
- 1922 : Giulietta e Romeo de Riccardo Zandonai
- 1940 : Romeo and Julia d'Heinrich Sutermeister
- 1943 : Romeo and Julia de Boris Blacher
- 1950 : épisode de Mondi celesti e infernali de Gian Francesco Malipiero
- 1954 : Romeo i Julija de Krešimir Fribec
- 1955 : Romé et Juliette d'Edmond Gaujac
- 1962 : Romeo, Julie a tma de Jacobo Ficher
- 1965 : Mullins
- 1969 : Zanon
- 1970 : Julia i Romeo de Bernadetta Matuszczak
- 1988 : Roméo et Juliette de Pascal Dusapin

### Musique populaire
- 1957 : The Star-Crossed Lovers, de Duke Ellington, sur l'album Such Sweet Thunder
- 1965-1968 : Romeo et Juliet, de Michael et The Messengers, sur la compilation Nuggets: Original Artyfacts from the First Psychedelic Era, 1965-1968
- 1980 : Romeo et Juliet, de Dire Straits, sur l'album Making Movies
- 1989 : Romeo had Juliet, de Lou Reed, sur l'album New York
- 1994 : Roméo et Judith, d'Anne Sylvestre, sur l'album D'amour et de mots
- 2000 : Was Romeo Really a Jerk ?, d'Emir Kusturica and The No Smoking Orchestra, sur l'album Unza Unza Time
- 2002 : Juliet, de LMNT, sur l'album All Sides
- 2003 : Romeo ja Julia, de Love Story, sur l'album Räjähdysvaara
- 2005 : Romeo and Juliet, de Mickey Avalon, sur l'album Mickey Avalon
- 2007 : Mademoiselle Juliette, d'Alizée, sur l'album Psychédélices
- 2007 : Romeo And Juliet, de The Killers, sur l'album Sawdust
- 2007 : Check yes Juliet, de We the Kings, sur l'album We the Kings
- 2008 : The Montagues and the Capulets, d'Ez3kiel, sur l'album Battlefield
- 2008 : Love Story, de Taylor Swift, sur l'album Fearless
- 2008 : Roméo et Juliette, d'Abd al Malik, sur l'album Dante
- 2009 : Montagues et Capulets, d'Epica, sur l'album The Classical Conspiracy
- 2009 : Juliette et Boy meets girl (Roméo + Juliette), de SHINee, sur l'EP Romeo (EP)
- 2009 : Juliet, de Sonata Arctica, sur l'album The Days of Grays
- 2010 : Roméo kiffe Juliette, de Grand Corps Malade, sur l'album 3e temps
- 2017 : Karim et Juliette, de Tagada Jones, sur l'album Live at Hellfest 2017
- Fever de Peggy Lee[réf. nécessaire]
- I am Romeo (Blue Chill)[réf. nécessaire]
- Romeo inc. (Pretty Jack)[réf. nécessaire]
- Just like Romeo and Juliette (The Reflexions)[réf. nécessaire]

### Danse
- 1962 : sur une musique de Prokofiev (1935), Roméo et Juliette, chorégraphie John Cranko pour le Ballet de Stuttgart.
- 1965 : sur une musique de Prokofiev (1935), Roméo et Juliette, chorégraphie Kenneth MacMillan pour le Royal Ballet.
- 1966 : sur une musique de Berlioz (1839), Roméo et Juliette, chorégraphie de Maurice Béjart.
- 1984 : sur une musique de Prokofiev (1935), Roméo et Juliette chorégraphie Rudolf Noureev pour l'Opéra de Paris.
- 1990 : sur une musique de Prokofiev (1935), Roméo et Juliette chorégraphie Angelin Preljocaj pour le Ballet Preljocaj.
- 1990 : sur une musique de Prokofiev (1935), Roméo et Juliette chorégraphie Bertrand d'At pour le Ballet de l'Opéra national du Rhin.
- 2007 : sur une musique de Berlioz (1839), Roméo et Juliette chorégraphie Sasha Waltz pour l'Opéra de Paris.
- 2008 : sur une musique de Laurent Couson, Roméos et Juliettes par la compagnie de hip hop Traffic de Styles, chorégraphie de Sébastien Lefrançois.
- 2010 : sur une musique de Prokofiev (1935) Roméo et Juliette chorégraphie de Joëlle Bouvier pour le Ballet du grand théâtre de Genève
- 2010 : sur une musique de Berlioz (1839), Roméo et Juliette, chorégraphie de Thierry Malandain pour le Malandain Ballet Biarritz
- 2012 : sur une musique de Prokofiev (1935), Roméo et Juliette, chorégraphie de Christian Spuck pour le ballet de Zurich

### Comédies musicales
- 1957 : West Side Story de Leonard Bernstein (musique) et Arthur Laurents (livret)
- 2001 : Roméo et Juliette, de la haine à l'amour de Gérard Presgurvic
- 2007 : Giulietta et Romeo de Richard Cocciante
- 2010 : Roméo et Juliette, les enfants de Vérone de Gérard Presgurvic

## Films
- 1908 : Roméo et Juliette de Mario Caserini, avec Mario Caserini et Maria Caserini
- 1911 : Roméo et Juliette, de William Garwood
- 1916 : Roméo et Juliette, de J. Gordon Edwards, avec Theda Bara et Harry Hilliard
- 1936 : Roméo et Juliette, de George Cukor, avec Leslie Howard et Norma Shearer
- 1949 : Les Amants de Vérone, d'André Cayatte, avec Anouk Aimée et Serge Reggiani
- 1954 : Roméo et Juliette, de Renato Castellani
- 1960 : Roméo, Juliette et les Ténèbres, de Jiří Weiss, avec Ivan Mistrík et Daniela Smutná
- 1961 : Romanoff et Juliette, de Peter Ustinov
- 1961 : West Side Story, de Jerome Robbins et Robert Wise
- 1964 : Roméo et Juliette, de Riccardo Freda
- 1968 : Roméo et Juliette, de Franco Zeffirelli, avec Leonard Whiting et Olivia Hussey
- 1978 : Roméo et Juliette, d'Alvin Rakoff, avec Patrick Ryecart et Rebecca Saire
- 1983 : Roméo et Juliette, d'Anatoli Efros
- 1987 : China Girl, d'Abel Ferrara, avec Richard Panebianco et Sari Chang
- 1995 : The Phantom Lover (Ye Ban Ge Sheng), de Yu Yan-tai, avec Leslie Cheung et Wu Chien-Lien
- 1996 : Roméo + Juliette, de Baz Luhrmann, avec Leonardo DiCaprio et Claire Danes
- 1996 : Tromeo et Juliet, de Lloyd Kaufman, avec Jane Jensen et Will Keenan
- 1998 : Love Is All There Is de Joseph Bologna et Renee Taylor, avec Angelina Jolie
- 1998 : Le Roi Lion 2 de Walt Disney Pictures, avec les voix originales de Neve Campbell et Jason Marsden
- 1999 : Shakespeare in Love, de John Madden, avec Joseph Fiennes, Gwyneth Paltrow, Simon Callow
- 2000 : Roméo doit mourir, d'Andrzej Bartkowiak (Romeo Must Die), avec Jet Li et Aaliyah
- 2003 : Bollywood Queen, de Jeremy Wooding, avec James McAvoy et Preeya Kalidas
- 2006 : Roméo et Juliette, d'Yves Desgagnés, avec Charlotte Aubin, Thomas Lalonde et Jeanne Moreau
- 2008 : Rome et Jewel, de Charles T. Kanganis, avec Nate Parker et Lindsey Haun
- 2011 : Gnoméo et Juliette, de Kelly Asbury, avec les voix originales de Emily Blunt et James McAvoy
- 2012 : Private Romeo, d'Alan Brown, avec Hale Appleman, Charlie Barnett, Matt Doyle, Seth Numrich
- 2013 : Warm Bodies, de Jonathan Levine, avec Nicholas Hoult, Dave Franco, Teresa Palmer, John Malkovich
- 2013 : Roméo et Juliette, de Carlo Carlei, avec Douglas Booth et Hailee Steinfeld
- 2013 : Ram-Leela, de Sanjay Leela Bhansali, avec Deepika Padukone, Ranveer Singh
- 2013 : Romeo and Juliet: A Love Song, de Tim van Dammen avec Christopher Landon et Derya Parlak
- 2016 : Honey 3, de Bille Woodruff, avec Cassie Ventura, Kenny Wormald, Sibongile Mlambo
- 2021 : West Side Story de Steven Spielberg, avec Ansel Elgort et Rachel Zegler
- 2021 : Romeo & Juliet de Simon Godwin, avec Josh O'Connor et Jessie Buckley

## Séries télévisées
- 1964 : Dino et Juliette, série télévisée Les Pierrafeu saison 5
- 1980 : Romie-0 and Julie-8, série de science-fiction de Clive A. Smith
- 1982 : Roméo et Juliette
- 1994 : Roméo et Juliette
- 1999 : Le Monde magique des Leprechauns
- 2001 : Les Nouvelles Aventures de Lucky Luke, avec deux personnes âgées la mère d'un soldat et le père d'un indien dans Romance indienne.
- 2002 : Roméo et Juliette
- 2007 : Romeo x Juliet
- 2010 : Monster High, un épisode avec Gille et Lagoona et un épisode spécial avec Draculaura et Clawd qui ressemble beaucoup à cette pièce.
- 2015 : Jamie a des tentacules ! reprend sous la forme d'un épisode l'histoire de Roméo et Juliette sous le nom de "romea et jamie ".

## Bandes dessinées
- 1980 : Le Grand Fossé, 25e album de la bande dessinée Astérix par Albert Uderzo, s'en inspire.
- 2006 : Papyrus : le vingt-huitième album, Les enfants d'Isis.
- 2011 : Julia et Roem d'Enki Bilal.

## Internet
- 2014 : Jules and Monty, une web-série adaptant la pièce aux temps modernes sous la forme d'un blog vidéo.
- 2014 : Shakes, une autre web-série mélangeant plusieurs pièces de William Shakespeare
- 2019 : Roméo & Juliette, parodiquement réinterprété par Cyprien Iov et Lucas "Squeezie" Hauchard, gage de McFly & Carlito.